# スペードフィッシュ (潜水艦)
スペードフィッシュ (USS Spadefish, SS-411) は、アメリカ海軍の潜水艦。バラオ級潜水艦の一隻。艦名はマンジュウダイ科に属する種の総称でに因んで命名された。
第二次世界大戦終盤に就役し、太平洋戦線での1年の戦いで21隻の船と数多くのトロール船、計88,091トンの戦果を上げた。

## 艦歴
スペードフィッシュは1943年5月27日にカリフォルニア州ヴァレーホのメア・アイランド海軍造船所で起工した。1944年1月8日にフランシス・W・スキャンランド夫人によって命名、進水し、1944年3月9日に艦長ゴードン・W・アンダーウッド中佐（アナポリス1932年組）の指揮下就役する。カリフォルニア沿岸での整調訓練後、スペードフィッシュは6月14日にサンフランシスコを出航し、6月22日に真珠湾に到着した。

### 第1の哨戒、1944年7月 - 9月
7月23日、スペードフィッシュは最初の哨戒でピクーダ (USS Picuda, SS-382) およびレッドフィッシュ (USS Redfish, SS-395) とウルフパックを構成しルソン海峡方面に向かった。8月19日、スペードフィッシュはルソン島北西海岸沖合いのフィリピン海域で哨戒中、マニラに向かうヒ71船団を発見。ヒ71船団は2日前の8月17日から他の潜水艦の猛攻により、ここまで空母・大鷹と貨客船・帝亜丸（帝国船舶、元フランス船アラミス/日本郵船委託、17,537トン）がラッシャー (USS Rasher, SS-269) に撃沈されていた。スペードフィッシュはラッシャーが帝亜丸を撃沈した後に攻撃し、4時30分、北緯18度49分 東経119度47分 / 北緯18.817度 東経119.783度の地点で船団と離れて単独航行中の陸軍特殊船・玉津丸（大阪商船、9,590トン）に対して魚雷を2本発射。魚雷は2本とも玉津丸の右舷に命中し、玉津丸は10分で沈没。この後、ブルーフィッシュ (USS Bluefish, SS-222) が給油艦・速吸を撃沈し、タンカー・帝洋丸（日東汽船、9,849トン）もまた沈没。
ヒ71船団は玉津丸乗船中の第26師団将兵のほとんどが戦死するなど、手痛い損害を被った。
3日後の8月22日、スペードフィッシュはバブヤン海峡を南下しルソン島北部海岸沿いに接岸航行中のタマ24A 船団を発見し追跡、接近した上で12時10分にタンカー・第二八紘丸（日本油槽船、10,022トン）に対して魚雷を2本発射。船首と船体中央に魚雷の命中を受けた第二八紘丸は、バサレン湾に座礁した。この攻撃では、駆逐艦に護衛されたもう1隻のタンカーに損傷を与えたとも判断された。翌日、スペードフィッシュは座礁中の第二八紘丸に止めを刺さんと接近し、護衛の駆逐艦・夕凪をはねのけて魚雷を4本発射。しかし、魚雷は途中で沈没したりして命中しなかった。スペードフィッシュは爆雷攻撃を受けたが、大したことはなかった。第二八紘丸は、搭載の魚雷艇を後続船団に移した上で放棄され、護衛の夕凪はピクーダの攻撃で撃沈された。スペードフィッシュは手持ちの魚雷が3本だけになったので、一旦哨戒を中断し、補給のためサイパン島タナパグ港に向かい、8月29日に入港して補給後に哨戒を再開した。
9月8日、スペードフィッシュは北緯24度45分 東経123度20分 / 北緯24.750度 東経123.333度の石垣島南西沖で門司に向かうタカ808船団を発見。スペードフィッシュは大胆な浮上攻撃をかけ、22時5分に船団最後列の日安丸（日産汽船、6,197トン）と日満丸（東亜海運、1,922トン）を撃沈し、1時間後には神天丸（大阪商船、1,254トン）と昭慶丸（東和汽船、2,557トン）を撃沈した。翌朝には、損傷した船を護衛中の護衛艦に対して魚雷を4本発射したが、魚雷は目標の下を通過していき、スペードフィッシュはお返しの爆雷の雨を降らされた。スペードフィッシュはこの攻撃で魚雷を使い果たしたが、石垣島の泊地に、前夜攻撃した船団の残りが、5隻の護衛艦とともにとどまっているのを目撃した。スペードフィッシュはこの哨戒で6隻31,500トンの戦果を、ウルフパックの他の潜水艦が33,000トンの戦果をそれぞれ挙げ、戦果総計は13隻64,000トン以上となった。9月24日、スペードフィッシュは59日間の行動を終えて真珠湾に帰投した。

### 第2の哨戒、1944年10月 - 12月
10月23日、スペードフィッシュは2回目の哨戒でサンフィッシュ (USS Sunfish, SS-281)、ピート (USS Peto, SS-265) とウルフパックを構成し東シナ海および黄海方面に向かった。11月14日、スペードフィッシュは北緯31度04分 東経125度56分 / 北緯31.067度 東経125.933度の上海東方海域で、2日前に北緯31度30分 東経125度57分 / 北緯31.500度 東経125.950度の長崎南西海域でモマ07船団に加入中に被雷し漂流をしていた王洋丸（東洋汽船、5,396トン）を発見し、撃沈した。

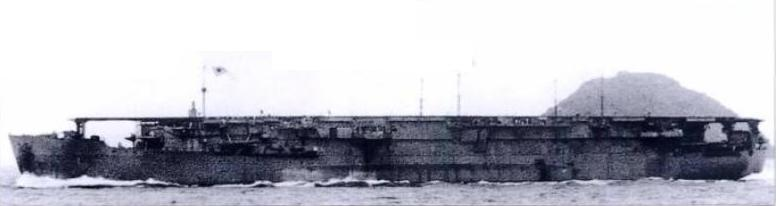
空母神鷹

3日後、スペードフィッシュは僚艦から輸送船団、フィリピンへの増援兵力である第23師団搭載の輸送船と、南方に向かうタンカーで構成されたヒ81船団に関する情報を得たので、これを攻撃することとした。ほどなくしてスペードフィッシュは九七式艦攻を発見。また、船団のものと思しき何本かのマストも発見した。スペードフィッシュは一旦ヒ81船団を通過させ、日没を待ってから浮上してヒ81船団に接近していった。この時、ヒ81船団は僚艦ピクーダ の雷撃で陸軍特殊船・摩耶山丸（三井船舶、9,433トン）を喪失していた。23時9分、スペードフィッシュは北緯32度59分 東経123度38分 / 北緯32.983度 東経123.633度の済州島南西海域で、船団最後尾にいた空母・神鷹に対して魚雷を6本発射。次いで急旋回してタンカーに向けて魚雷を4本発射した。神鷹への魚雷のうち4本が、神鷹の右舷後部に立て続けに命中。神鷹は爆発、船団を照らし出すほど激しく炎上して後部から沈没していった。タンカーへの損害は確認できなかった。スペードフィッシュは浮上したまま、さらにヒ81船団に接近して海防艦との撃ち合いを演じた後、避退した。間を置かず、スペードフィッシュはヒ81船団とほぼ同じ航路を通ってきたミ27船団を発見。護衛の第156号駆潜特務艇に対して魚雷を4本発射し、打撃を与えた。スペードフィッシュは他の護衛艦が接近したのをかわして、この海域を去った。
この後、スペードフィッシュは11月29日に朝鮮半島西岸で第六大星丸（日の丸汽船、3,925トン）を撃沈した。12月12日、スペードフィッシュは49日間の行動を終えてマジュロに帰投した。

### 第3の哨戒、1945年1月 - 2月
1945年1月6日、スペードフィッシュは3回目の哨戒でポンポン (USS Pompon, SS-267)、アトゥル (USS Atule, SS-403)、ジャラオ (USS Jallao, SS-368) とウルフパックを構成し東シナ海および黄海方面に向かった。1月28日、スペードフィッシュは北緯33度50分 東経122度55分 / 北緯33.833度 東経122.917度の地点でヒ91船団を発見。2時40分、スペードフィッシュは海防艦・久米、タンカー・永洋丸（日本油槽船、8,673トン）、元特設水上機母艦・讃岐丸（日本郵船、9,246トン）に対して魚雷を発射し、魚雷が命中した久米は全艦炎上して沈没し、讃岐丸も右舷に魚雷が命中して沈没。永洋丸は間一髪回避した。3隻の他の護衛艦がスペードフィッシュの方に向かってきたが、スペードフィッシュは首尾よく逃げた。
2月4日、スペードフィッシュは北緯37度15分 東経125度17分 / 北緯37.250度 東経125.283度の地点で泰東（たいらい）丸（大連汽船、4,273トン）を撃沈。2日後の2月6日には北緯38度47分 東経121度28分 / 北緯38.783度 東経121.467度の旅順近海で昌平丸（遼東海運、1,092トン）を撃沈した。この時、近くの哨戒機がスペードフィッシュを爆撃。スペードフィッシュは揺さぶられたものの無傷だった。2月13日、スペードフィッシュは38日間の行動を終えてグアム島アプラ港に帰投。艦長がウィリアム・J・ジルマーショーゼン（アナポリス1935年組）に代わった。

### 第4の哨戒、1945年3月 - 4月
3月15日、スペードフィッシュは4回目の哨戒で東シナ海および黄海方面に向かった。
3月23日夕方、スペードフィッシュは北緯27度38分 東経127度46分 / 北緯27.633度 東経127.767度の地点で石垣島に向かうサイ05船団を発見。4隻の護衛艦の中に入り、17時12分に道了丸（日本郵船、2,274トン）に対して3本の魚雷を発射し、うち1本が道了丸の右舷に命中。道了丸は搭載していた震洋や弾薬が誘爆して轟沈した。
3月26日には対馬海峡で新型の機雷探知装置の試験を行い、その後九州西岸を経て朝鮮半島沿岸に移動。4月1日に北緯34度23分 東経128度08分 / 北緯34.383度 東経128.133度の地点でスクーナーを魚雷により撃沈し、4月7日にも北緯36度01分 東経124度52分 / 北緯36.017度 東経124.867度の地点で3本マストのジャンクを浮上砲戦で撃沈した。2日後には北緯37度27分 東経125度00分 / 北緯37.450度 東経125.000度の地点で利通号（利通公司、1,834トン）を撃沈したのち、4月11日にも北緯37度13分 東経125度11分 / 北緯37.217度 東経125.183度の地点で特設掃海艇・第十七日の出丸（日本海洋漁業、235トン）を撃沈した。4月21日、スペードフィッシュは35日間の行動を終えてグアム島アプラ港に帰投した。

### 第5の哨戒、1945年6月 - 7月・バーニー作戦
5月27日、スペードフィッシュは5回目の哨戒でバーニー作戦に参加して日本海に向かった。このバーニー作戦は、この時点の日本に残されたほぼ唯一の重要航路に打撃を与えるものであり、対馬海峡の機雷原突破と日本海を悠然と航行する日本船は、目標の減少に嘆いていた潜水艦部隊にとっては絶好のスリルであり獲物であった。この作戦には9隻の潜水艦が投入され「ヘルキャッツ」 Hellcats と命名された。各潜水艦は三群に分けられ、シードッグ (USS Sea Dog, SS-401) のアール・T・ハイデマン艦長（アナポリス1932年組）が総司令となった。スペードフィッシュはシードッグ、クレヴァル (USS Crevalle, SS-291) と共にウルフパック「ハイデマンズ・ヘップキャッツ」 Hydeman's Hep Cats を組み、第一陣として6月4日までに対馬海峡に進出した。
リレー式に対馬海峡を突破した各潜水艦は三群それぞれの担当海域に向かい、6月9日日の出時の攻撃開始を待った。「ハイデマンズ・ヘップキャッツ」は北海道の西部海域から新潟沖に進出し、スペードフィッシュは北海道西岸沖に位置した。
6月10日、スペードフィッシュは神威岬沖で第二大源丸（太洋興業、1,999トン）に魚雷2本を命中させて撃沈し、日付が変わる前に間髪容れず第八雲海丸（中村汽船、1,304トン）と神通丸（藤山海運、985トン）も撃沈した。6月12日の夜明け前には礼文島近海でサンパンを20ミリ機銃で沈め、間を置かず現れた3隻のトロール船を砲撃で沈めた。
6月13日、スペードフィッシュは失態を犯した。北緯45度44分 東経140度48分 / 北緯45.733度 東経140.800度の礼文島と宗谷海峡の間で日本船と間違えて、当時は中立のソ連船トランスバルト (Transbalt) を誤認撃沈。ジルマーショーゼン艦長は攻撃してすぐに相手がソ連船である事を悟り。この一件は日本側でも報じられた。
6月14日には北緯47度03分 東経142度01分 / 北緯47.050度 東経142.017度の樺太真岡町沖に出現し、真岡港沖で仮泊中の青山丸（川崎汽船、2,018トン）に魚雷を2本命中させて撃沈。
6月17日の夜には北緯42度43分 東経139度57分 / 北緯42.717度 東経139.950度の地点で特設敷設艦・永城丸（東亜海運、2,274トン）を撃沈した。スペードフィッシュはシードッグ、クレヴァルと再会したあと、6月24日夜に宗谷海峡西側に到着。6月19日に討ち取られたボーンフィッシュ (USS Bonefish, SS-223) 以外の各潜水艦は翌25日正午に濃霧の中を二列縦陣、浮上航行で海峡を通過し、オホーツク海に入った。7月4日、スペードフィッシュは39日間の行動を終えて真珠湾に帰投した。
終戦時、スペードフィッシュは次の哨戒に向けて準備中であった。スペードフィッシュは第二次世界大戦の戦功で4個の従軍星章を受章した。

### 戦後
スペードフィッシュは9月2日まで真珠湾に留まり、続いてメア・アイランド海軍造船所に向かった。同地で1946年5月3日に退役し、予備役艦隊入りする。1962年11月6日に AGSS-411 （補助潜水艦）に艦種変更され、1967年4月1日に除籍、1969年にスクラップとして売却された。